# Гаворрано
Гаворра́но (итал. Gavorrano) — коммуна в Италии, располагается в области Тоскана, в провинции Гроссето.
Население коммуны, на 01.01.2023 года, составляло 8262 человека, плотность населения ─ 50,35 чел./км². Коммуна занимает площадь 164,08 км². Почтовый индекс — 58023. Телефонный код — 0566.
Коммуна Гаворрано разделена на фракции: Баньо-ди-Гаворрано, Кальдана, Кастеллачча, Филаре, Джункарико, Грилли, Поташ, Рави.
Покровителем коммуны почитается святой Иулиан Бриудский, празднование 28 августа.

## Население
Название жителей ─ гаворранезе  (итал. gavorranese; м. и ж.; ед.ч.), гаворранези (итал. gavorranesi; м. и ж.; мн.ч.). 
Динамика населения:

## Администрация коммуны
- Официальный сайт: http://www.comune.gavorrano.gr.it/